# Zeferino Nandayapa
Zeferino Nandayapa Ralda (26 de agosto de 1931 - 28 de dezembro de 2010) foi um músico, compositor e tocador de marimba mexicano.Foi o fundador de uma geração de músicos deste instrumento